# Süper Lig de 2015–16
A Süper Lig de 2015–16 (também conhecida como Hasan Doğan Sezonu) foi a 58ª temporada do Campeonato Turco de Futebol. Após um hiato de 7 temporadas, o Beşiktaş sagrou-se novamente campeão nacional pela 14ª vez em sua história ao terminar a competição 5 pontos à frente do vice-campeão Fenerbahçe.
Por sua vez, a artilharia do campeonato ficou a cargo do futebolista espanhol Mario Gómez, que nesta temporada atuou justamente pelo campeão Beşiktaş, onde terminou a competição marcando 27 gols.

## Homenagem
Em 8 de julho de 2015, ainda durante o período de pré-temporada, a Federação Turca de Futebol decidiu mediante alteração da logomarca oficial da competição render homenagem oficial à Hasan Doğan, ex-presidente da Federação Turca de Futebol por um breve período em 2008 após falecer tragicamente neste mesmo ano, vítima de um infarto fulminante, aos 52 anos.

## Participantes
| Clube          | Técnico             | Capitão          | Estádio                                  | Capacidade | Material Esportivo | Patrocinador    |
| -------------- | ------------------- | ---------------- | ---------------------------------------- | ---------- | ------------------ | --------------- |
| Akhisarspor    | Cihat Arslan        | Custódio         | Manisa 19 Mayıs Stadyumu                 | 16 597     | Nike               | Köfteci Ramiz   |
| Antalyaspor    | Yusuf Şimşek        | Samuel Eto'o     | Estádio de Antália                       | 32 539     | Nike               | Iati            |
| Başakşehir     | Abdullah Avcı       | Emre Belözoğlu   | Estádio Fatih Terim de Başakşehir        | 17 319     | Nike               | Makro           |
| Beşiktaş       | Şenol Güneş         | Tolga Zengin     | Estádio Olímpico Atatürk                 | 76 092     | Adidas             | Vodafone        |
| Bursaspor      | Ertuğrul Sağlam     | Volkan Şen       | Estádio Municipal Metropolitano de Bursa | 43 331     | Puma               | Marmarabirlik   |
| Eskişehirspor  | Michael Skibbe      | Sezgin Coşkun    | Novo Estádio de Esquixequir              | 13 250     | Nike               | ETI             |
| Fenerbahçe     | Vítor Pereira       | Volkan Demirel   | Estádio Şükrü Saraçoğlu                  | 50 509     | Adidas             | Yandex          |
| Galatasaray    | Hamza Hamzaoğlu     | Selçuk İnan      | Complexo Esportivo Ali Sami Yen          | 52 280     | Nike               | Huawei          |
| Gaziantepspor  | Mutlu Topçu         | Elyasa Süme      | Kamil Ocak Stadı                         | 16 981     | Adidas             | Turkish Oil     |
| Gençlerbirliği | Stuart Baxter       | Doğa Kaya        | Estádio 19 de Maio de Ancara             | 19 209     | Lotto              | ICK Yapı        |
| Kasımpaşa      | Rıza Çalımbay       | Adem Büyük       | Estádio Recep Tayyip Erdoğan             | 14 234     | Nike               | Park Cam        |
| Kayserispor    | Tolunay Kafkas      | Marko Simić      | Estádio Kadir Has                        | 32 864     | Adidas             | İstikbal        |
| Konyaspor      | Aykut Kocaman       | Ali Çamdalı      | Estádio Municipal Metropolitano de Cônia | 41 981     | Hummel             | Torku           |
| Mersin İ.Y.    | Mesut Bakkal        | Serkan Balcı     | Estádio Olímpico de Mersin               | 25 534     | Adidas             | Arbella Makarna |
| Osmanlıspor    | Mustafa Reşit Akçay | Erdal Kılıçaslan | Osmanlı Stadı                            | 18 029     | Lotto              | ATG             |
| Rizespor       | Hikmet Karaman      | Sercan Kaya      | Novo Estádio Municipal de Rize           | 15 558     | Lotto              | Çaykur          |
| Sivasspor      | Sergen Yalçın       | Adem Koçak       | Sivas 4 Eylül Stadyumu                   | 15 060     | Adidas             | Marka Gida      |
| Trabzonspor    | Shota Arveladze     | Onur Kıvrak      | Estádio Hüseyin Avni Aker                | 24 169     | Nike               | Türk Telekom    |

## Trocas de Técnico
| Equipe         | Treinador no cargo | Modo de Dispensa  | Data de Saída          | Posição | Substituído por    | Contratado em          |
| -------------- | ------------------ | ----------------- | ---------------------- | ------- | ------------------ | ---------------------- |
| Gençlerbirliği | Stuart Baxter      | Rescisão amigável | 25 de agosto de 2015   | 13º     | Mehmet Özdilek     | 1º de setembro de 2015 |
| Mersin İ.Y.    | Mesut Bakkal       | Pediu demissão    | 18 de setembro de 2015 | 18º     | Bülent Korkmaz     | 22 de setembro de 2015 |
| Eskişehirspor  | Michael Skibbe     | Rescisão amigável | 10 de outubro de 2015  | 17º     | İsmail Kartal      | 11 de outubro de 2015  |
| Sivasspor      | Sergen Yalçın      | Fim de contrato   | 24 de outubro de 2015  | 16º     | Okan Buruk         | 25 de outubro de 2015  |
| Trabzonspor    | Shota Arveladze    | Rescisão amigável | 11 de novembro de 2015 | 12º     | Sadi Tekelioğlu    | 11 de novembro de 2015 |
| Eskişehirspor  | İsmail Kartal      | Pediu demissão    | 12 de novembro de 2015 | 18º     | Samet Aybaba       | 17 de novembro de 2015 |
| Galatasaray    | Hamza Hamzaoğlu    | Pediu demissão    | 19 de novembro de 2015 | 3º      | Mustafa Denizli    | 26 de novembro de 2015 |
| Bursaspor      | Ertuğrul Sağlam    | Rescisão amigável | 27 de novembro de 2015 | 12º     | Hamza Hamzaoğlu    | 17 de dezembro de 2015 |
| Antalyaspor    | Yusuf Şimşek       | Foi demitido      | 7 de dezembro de 2015  | 10º     | José Morais        | 6 de janeiro de 2016   |
| Gençlerbirliği | Mehmet Özdilek     | Rescisão amigável | 13 de dezembro de 2015 | 16º     | Yılmaz Vural       | 24 de dezembro de 2015 |
| Gençlerbirliği | Yılmaz Vural       | Foi demitido      | 29 de dezembro de 2015 | 16º     | İbrahim Üzülmez    | 31 de dezembro de 2015 |
| Mersin İ.Y.    | Bülent Korkmaz     | Foi demitido      | 3 de janeiro de 2016   | 17º     | Hakan Kutlu        | 5 de janeiro de 2016   |
| Mersin İ.Y.    | Hakan Kutlu        | Rescisão amigável | 6 de janeiro de 2016   | 17º     | Nurullah Sağlam    | 12 de janeiro de 2016  |
| Mersin İ.Y.    | Nurullah Sağlam    | Pediu demissão    | 14 de janeiro de 2016  | 17º     | Ümit Özat          | 17 de janeiro de 2016  |
| Trabzonspor    | Sadi Tekelioğlu    | Pediu demissão    | 20 de janeiro de 2016  | 10º     | Hami Mandıralı     | 21 de janeiro de 2016  |
| Sivasspor      | Okan Buruk         | Pediu demissão    | 6 de fevereiro de 2016 | 16º     | Mesut Bakkal       | 6 de fevereiro de 2016 |
| Galatasaray    | Mustafa Denizli    | Pediu demissão    | 1º de março de 2016    | 5º      | Jan Olde Riekerink | 16 de março de 2016    |
| Kayserispor    | Tolunay Kafkas     | Pediu demissão    | 3 de março de 2016     | 15º     | Hakan Kutlu        | 8 de março de 2016     |
| Gaziantepspor  | Mutlu Topçu        | Rescisão amigável | 26 de abril de 2016    | 14º     | Sergen Yalçın      | 30 de abril de 2016    |
| Mersin İ.Y.    | Ümit Özat          | Rescisão amigável | 5 de maio de 2016      | 18º     | cargo vago         | cargo vago             |
| Trabzonspor    | Hami Mandıralı     | Foi demitido      | 13 de maio de 2016     | 12º     | cargo vago         | cargo vago             |

## Classificação Geral
Atualizado em 18 de maio de 2016
| Campeão Turco 2015–16 |
| --------------------- |
| Beşiktaş (14º título) |

## Resultados
| Mandante \ Visitante | AKH | ANT | BAŞ | BEŞ | BUR | ÇAY | ESK | FEN | GAL | GAZ | GEN | KSM | KAY | KON | MİY | OSM | SİV | TRA |
| -------------------- | --- | --- | --- | --- | --- | --- | --- | --- | --- | --- | --- | --- | --- | --- | --- | --- | --- | --- |
| Akhisarspor          | —   | 2–1 | 0–0 | 3–3 | 3–1 | 1–1 | 1–0 | 0–3 | 1–2 | 0–0 | 1–0 | 0–1 | 1–1 | 0–2 | 2–0 | 0–0 | 1–0 | 2–1 |
| Antalyaspor          | 2–2 | —   | 1–2 | 1–5 | 3–0 | 2–1 | 2–0 | 4–2 | 4–2 | 0–0 | 3–1 | 0–0 | 1–1 | 1–0 | 3–2 | 1–1 | 1–1 | 7–0 |
| Başakşehir           | 2–0 | 2–3 | —   | 2–2 | 2–1 | 1–0 | 2–1 | 2–1 | 0–2 | 4–1 | 2–0 | 1–1 | 1–0 | 4–0 | 3–0 | 2–3 | 2–2 | 1–0 |
| Beşiktaş             | 0–2 | 1–0 | 2–0 | —   | 3–2 | 1–0 | 3–1 | 3–2 | 2–1 | 4–0 | 1–0 | 3–3 | 4–0 | 4–0 | 1–0 | 3–1 | 2–0 | 1–2 |
| Bursaspor            | 0–2 | 0–2 | 3–3 | 0–1 | —   | 1–0 | 2–0 | 0–0 | 1–1 | 0–1 | 3–2 | 4–1 | 1–2 | 1–1 | 2–1 | 0–4 | 1–0 | 4–2 |
| Rizespor             | 0–2 | 5–1 | 2–1 | 1–2 | 2–3 | —   | 1–1 | 1–1 | 4–3 | 1–0 | 2–3 | 2–0 | 0–0 | 0–0 | 2–0 | 0–1 | 1–1 | 3–0 |
| Eskişehirspor        | 3–3 | 3–2 | 1–2 | 1–2 | 0–1 | 1–1 | —   | 0–3 | 4–3 | 1–2 | 2–0 | 0–3 | 1–3 | 1–2 | 3–2 | 0–2 | 4–2 | 1–0 |
| Fenerbahçe           | 2–2 | 2–1 | 1–0 | 2–0 | 2–1 | 2–1 | 2–0 | —   | 1–1 | 3–0 | 2–1 | 3–1 | 1–0 | 1–0 | 4–1 | 0–0 | 2–1 | 2–0 |
| Galatasaray          | 3–2 | 3–3 | 3–3 | 0–1 | 3–0 | 1–1 | 4–0 | 0–0 | —   | 2–1 | 4–1 | 4–1 | 6–0 | 0–0 | 1–1 | 1–2 | 3–1 | 2–1 |
| Gaziantepspor        | 0–1 | 2–0 | 0–1 | 0–4 | 2–3 | 2–0 | 1–1 | 2–2 | 2–0 | —   | 1–3 | 0–3 | 1–0 | 0–1 | 1–0 | 2–1 | 0–1 | 0–1 |
| Gençlerbirliği       | 3–1 | 1–0 | 0–0 | 1–1 | 2–0 | 2–3 | 3–1 | 0–1 | 1–1 | 2–2 | —   | 1–0 | 2–0 | 0–1 | 1–1 | 1–0 | 0–1 | 3–1 |
| Kasımpaşa            | 2–1 | 2–1 | 1–0 | 2–1 | 0–1 | 1–1 | 2–1 | 0–1 | 2–2 | 1–2 | 0–1 | —   | 1–2 | 2–1 | 7–0 | 1–1 | 2–1 | 1–1 |
| Kayserispor          | 3–2 | 0–0 | 0–1 | 1–2 | 2–1 | 0–0 | 0–0 | 0–1 | 1–1 | 2–2 | 0–2 | 0–0 | —   | 1–1 | 0–1 | 1–0 | 1–1 | 0–1 |
| Konyaspor            | 1–1 | 3–2 | 1–1 | 2–1 | 1–0 | 3–1 | 3–2 | 2–1 | 1–4 | 2–1 | 0–0 | 2–0 | 1–0 | —   | 2–0 | 1–1 | 2–1 | 2–0 |
| Mersin İ.Y.          | 0–0 | 0–1 | 1–1 | 2–5 | 2–5 | 3–0 | 1–2 | 1–3 | 2–1 | 0–0 | 1–3 | 1–2 | 1–2 | 0–2 | —   | 0–4 | 1–0 | 3–2 |
| Osmanlıspor          | 1–0 | 3–0 | 0–3 | 2–3 | 3–3 | 0–1 | 0–0 | 0–1 | 3–2 | 1–1 | 3–1 | 0–1 | 1–1 | 1–2 | 3–1 | —   | 4–0 | 3–1 |
| Sivasspor            | 1–1 | 0–0 | 2–2 | 1–2 | 1–2 | 2–1 | 1–2 | 2–2 | 2–2 | 3–0 | 2–1 | 1–0 | 0–0 | 0–0 | 2–2 | 1–1 | —   | 0–2 |
| Trabzonspor          | 2–2 | 3–0 | 1–1 | 0–2 | 1–0 | 6–0 | 3–1 | 0–4 | 0–1 | 2–2 | 1–0 | 0–6 | 2–1 | 1–2 | 1–0 | 1–2 | 1–0 | —   |

## Artilheiros
Atualizado em 18 de maio de 2016
| Pos. | Jogador           | Clube                     | Gols |
| ---- | ----------------- | ------------------------- | ---- |
| 1    | Mario Gómez       | Beşiktaş                  | 27   |
| 2    | Samuel Eto'o      | Antalyaspor               | 20   |
| 3    | Hugo Rodallega    | Akhisarspor               | 19   |
| 4    | Edin Višća        | Başakşehir                | 17   |
| 5    | Robin van Persie  | Fenerbahçe                | 16   |
| 6    | Fernandão         | Fenerbahçe                | 13   |
| 6    | Eren Derdiyok     | Kasımpaşa                 | 13   |
| 6    | Lukas Podolski    | Galatasaray               | 13   |
| 9    | Aatif Chahechouhe | Sivasspor                 | 12   |
| 10   | Papa Ndiaye       | Osmanlıspor               | 11   |
| 10   | Selcuk Ínan       | Galatasaray               | 11   |
| 10   | Ezequiel Scarione | Kasımpaşa                 | 11   |
| 10   | Deniz Kadah       | Rizespor                  | 11   |
| 10   | Muhammet Demir    | Trabzonspor Gaziantepspor | 11   |